# Tricimba watti
Tricimba watti är en tvåvingeart som beskrevs av Spencer 1977. Tricimba watti ingår i släktet Tricimba och familjen fritflugor. Inga underarter finns listade i Catalogue of Life.